# ريتشي أرنولد
ريتشي أرنولد (بالإنجليزية: Richie Arnold)‏ هو لاعب اتحاد الرغبي أسترالي، ولد في 1 يوليو 1990 في واجا واجا في أستراليا.

## وصلات خارجية
- ريتشي أرنولد عل موقع إسبنسكروم (الإنجليزية)
- ريتشي أرنولد على موقع ItsRugby.co.uk (الإنجليزية)